# Leyenda de Navidad (film 1947)
Leyenda de Navidad è un film del 1947 diretto da Manuel Tamayo.
È l'unico lungometraggio basato sul romanzo Canto di Natale di Charles Dickens ad essere realizzato negli anni quaranta, dopo le due versioni degli anni trenta. È anche uno dei primissimi adattamenti della storia prodotti al di fuori del Regno Unito e degli Stati Uniti, a ricordare la grande popolarità internazionale del racconto di Dickers.
Protagonista del film è l'attore spagnolo Jesús Tordesillas nel ruolo di Ebenezer Scrooge.

## Trama
L'avaro e gretto Ebenezer Scrooge, alla vigilia di Natale, non vuole fare la carità né è intenerito dalla visita di un nipote. Tornato a casa, Scrooge vede il fantasma del suo ex socio che lo mette in guardia. La notte, verrà poi visitato da tre spiriti: lo spirito del Natale passato, lo spirito del Natale presente e lo spirito del futuro che lo attende se non cambia atteggiamento verso gli altri.

## Produzione
Il film fu prodotto in Spagna da Varios.

## Distribuzione
Distribuito da Balart, il film uscì nelle sale cinematografiche spagnole nel 1947, e raggiunse nel dicembre dello stesso anno anche gli Stati Uniti.